# 薩克薩阿南塔山
13°48′19″S 70°55′34″W / 13.80528°S 70.92611°W
薩克薩阿南塔山（Sacsa Ananta），是秘魯的山峰，位於該國東南部庫斯科大區，由坎奇斯省的皮圖馬卡區負責管轄，屬於韋爾卡努塔山脈的一部分，海拔高度約5,400米。